# Hans Schmidt (játékvezető)
Hans Schmidt (1881  – ?) osztrák nemzetközi labdarúgó-játékvezető.

## Pályafutása

### Nemzetközi játékvezetés
Az Osztrák labdarúgó-szövetség Játékvezető Bizottsága (JB) 1921-ben terjesztette fel nemzetközi játékvezetőnek, a Nemzetközi Labdarúgó-szövetség (FIFA) bíróinak keretébe. Több nemzetek közötti válogatott és klubmérkőzést vezetett vagy partbíróként segítette társát. Az aktív nemzetközi játékvezetéstől 1922-ben  búcsúzott. Válogatott mérkőzéseinek száma: 1.

## Statisztika

### Nemzetközi válogatott mérkőzései
| #  | Dátum               | Helyszín                  | Hazai        | Eredmény | Vendég          | Kiírás     | Gólok | Esemény |
| -- | ------------------- | ------------------------- | ------------ | -------- | --------------- | ---------- | ----- | ------- |
| 1. | 1921. június 26.    | Budapest, Üllői úti pálya | Magyarország | 3 – 0    | Dél-Németország | barátságos | -     |         |
| 2. | 1922. szeptember 3. | Csernovic                 | Románia      | 1 – 1    | Lengyelország   | barátságos | -     |         |
|    | Összesen            |                           |              | 2        | mérkőzés        |            |       |         |